# ستيفن بروت
ستيفن بروت (بالإنجليزية: Steven Pruitt)‏ هو ويكيبيدي أمريكي، ولد في 17 أبريل 1984 في فرجينيا في الولايات المتحدة. تم اختياره من مجلة التايم كأكثر الشخصيات تاثيرا عام 2017 بسبب عمله التطوعي منذ عام 2006 وحتى عام 2017 (وما زال مستمرا) حيث أجرى ما يقرب من مليوني تحرير على ويكيبيديا (حتى عام 2017)